# Jump blues

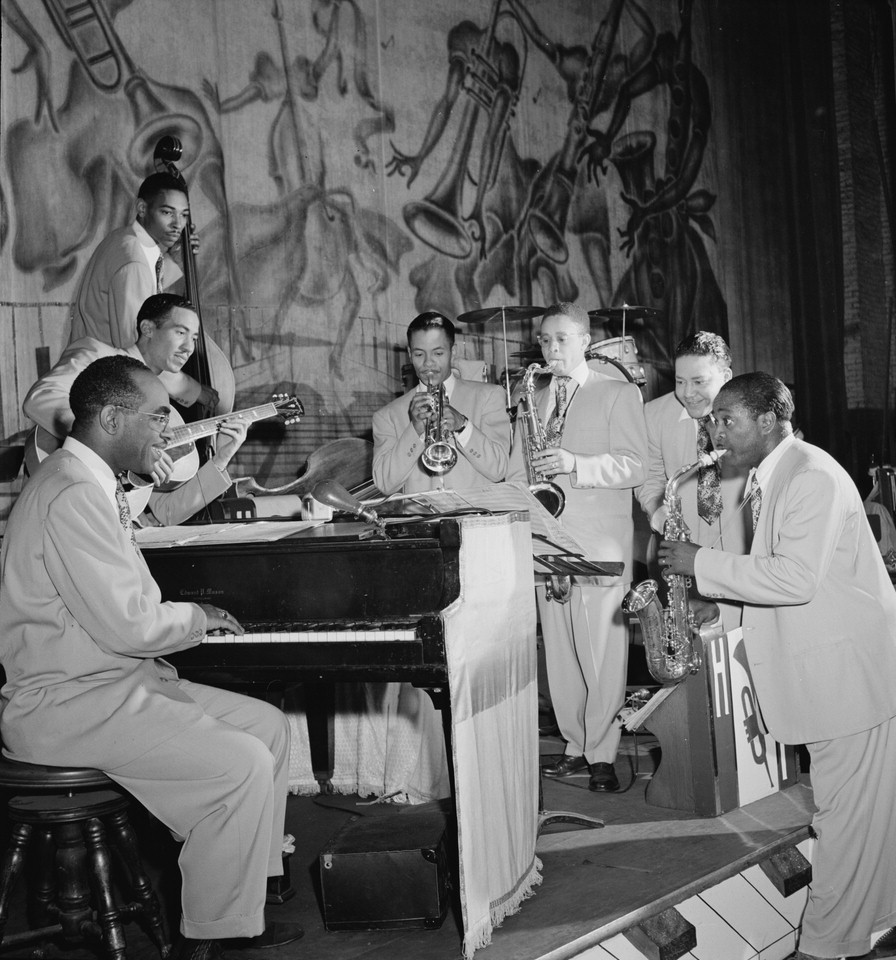
Louis Jordan Tympany Five nevű együttesével

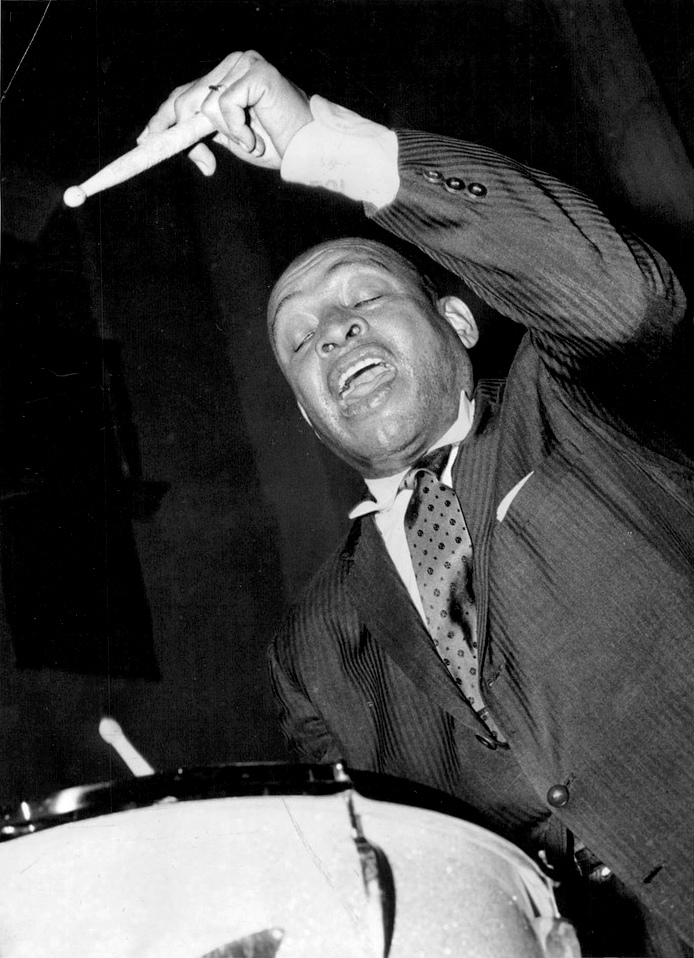
Lionel Hampton dobos-vibrafonos

A jump blues a blues zene egyik irányzata. A Lionel Hampton és Lucky Millinder által fémjelzett  big bandek zenéjéből fejlődött ki az 1930-as évek végén – az 1940-es évek elején. Sokan fontos állomásnak tekintik a rock and roll kifejlődésének útján. Kiemelkedő zenészei voltak Louis Jordan, Jack McVea, Earl Bostic és Arnett Cobb.
A műfaj első sztárja Jordan volt. Őt követték  Roy Brown, Amos Milburn, Joe Liggins, valamint olyan szaxofonos szólisták, mint Jack McVea, Big Jay McNeely, és Bull Moose Jackson. Nagy sikerű szám volt  Jordan "Saturday Night Fish Fry", Roy Brown "Good Rockin' Tonight", valamint  Big Jay McNeely "Deacon's Hop" című felvétele.

## Jump blues zenészek listája
- Alberta Adams
- Sil Austin
- LaVern Baker
- Big Maybelle
- Calvin Boze
- Tiny Bradshaw
- Jackie Brenston
- Nappy Brown
- Roy Brown
- Ruth Brown
- Arnett Cobb
- Floyd Dixon
- Willie Dixon
- H-Bomb Ferguson
- Jimmy Forrest
- Clarence Garlow
- Stomp Gordon
- Tiny Grimes
- Peppermint Harris
- Wynonie Harris
- Joe Houston
- Bull Moose Jackson
- Willis "Gator" Jackson
- Illinois Jacquet
- Buddy Johnson
- Eddie Johnson
- Ella Johnson
- Louis Jordan
- Al Killian
- Annie Laurie
- Julia Lee
- Joe Liggins
- Jimmy Liggins
- Little Willie Littlefield
- Big Jay McNeely
- Jay McShann
- Amos Milburn
- Lucky Millinder
- Roy Milton
- Ella Mae Morse
- Elmore Nixon[3]
- Johnny Otis
- Flip Phillips
- Sammy Price
- Louis Prima
- Red Prysock
- Ike Quebec
- Roomful of Blues
- Jimmy Rushing
- Sam Taylor
- The Treniers
- Big Joe Turner
- Titus Turner
- Eddie Vinson
- Cootie Williams
- Jimmy Witherspoon
- Mitch Woods

## Fordítás
- Ez a szócikk részben vagy egészben  a   Jump blues című angol Wikipédia-szócikk fordításán alapul.  Az eredeti cikk szerkesztőit annak laptörténete sorolja fel. Ez a jelzés csupán a megfogalmazás eredetét és a szerzői jogokat jelzi, nem szolgál a cikkben szereplő információk forrásmegjelöléseként.